# 神崎町
神崎町（日语：／ Kōzaki machi */?）是位於日本千葉縣北部的町，隸屬於香取郡，也是現時縣內人口數最少與面積第三小的市町村級行政區。町名源自於坐落在神崎大橋東方的神崎神社。神崎町的人口主要集中在下總神崎站周邊的街區及住宅區。而當地利用稻米及大豆等原料製作發酵食品，並以「發酵之里」而聞名。

## 地理

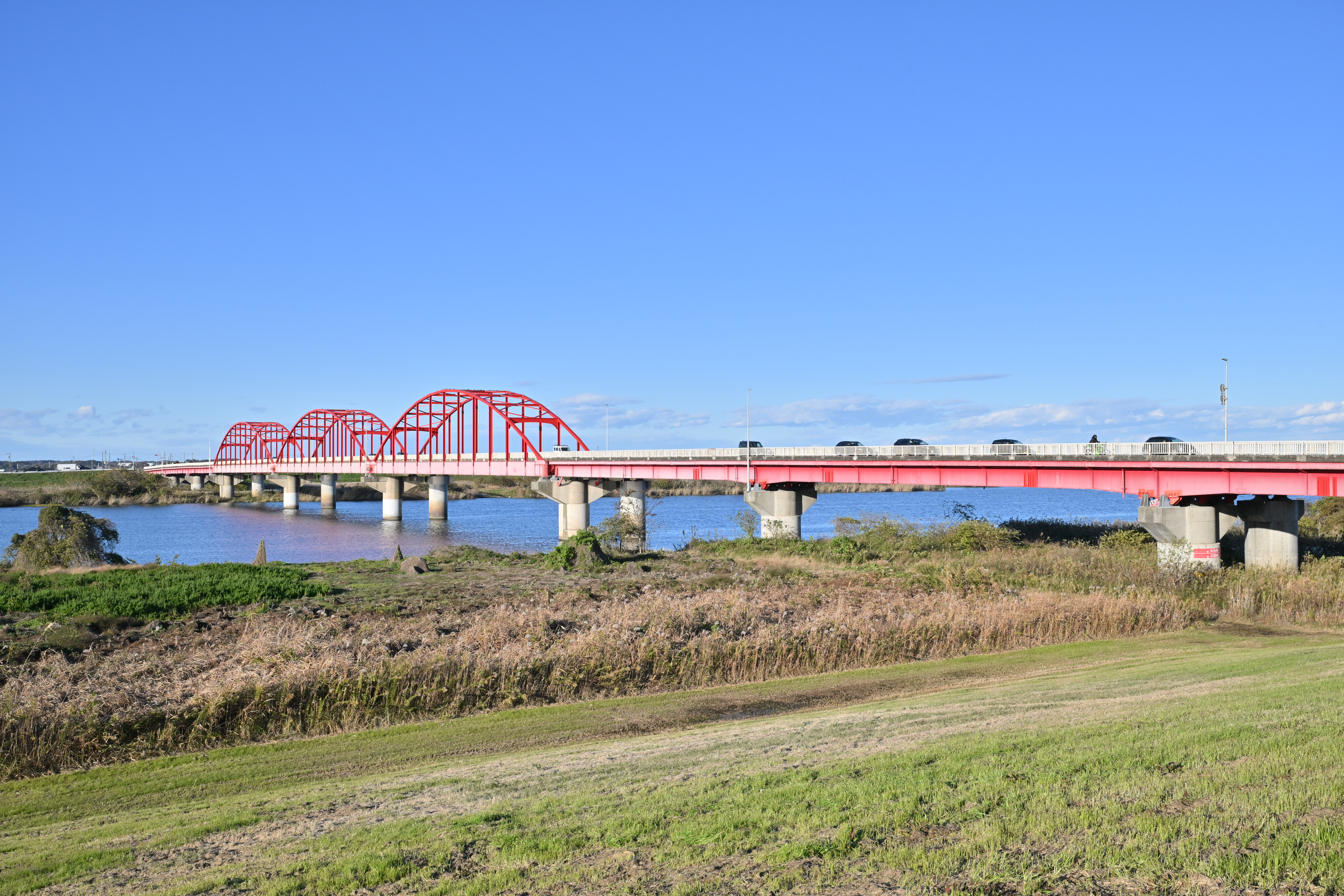
神崎大橋 (利根川)與利根川

神崎町內約18.8%的面積被山林與原野覆蓋，42.4%的面積為農業用地。轄區北部為利根川形成的地勢較低的三角洲，南部則為下總台地的丘陵地帶。北部地區多為農田，其海拔約為5公尺；南部的丘陵地帶海拔則落在5至40公尺，且多為洪積層沉積的土壤。日本第二長的河流，也是全日本流域面積最大的利根川流經轄區的北部邊界，並在東邊注入太平洋。而北部地區也位於千葉縣立大利根自然公園的範圍內。

### 氣候
神崎町的氣候較為溫暖，且降雪量和降霜皆較少。當地的年均溫約為15.8℃，年降雨量則約1400毫米。

## 歷史

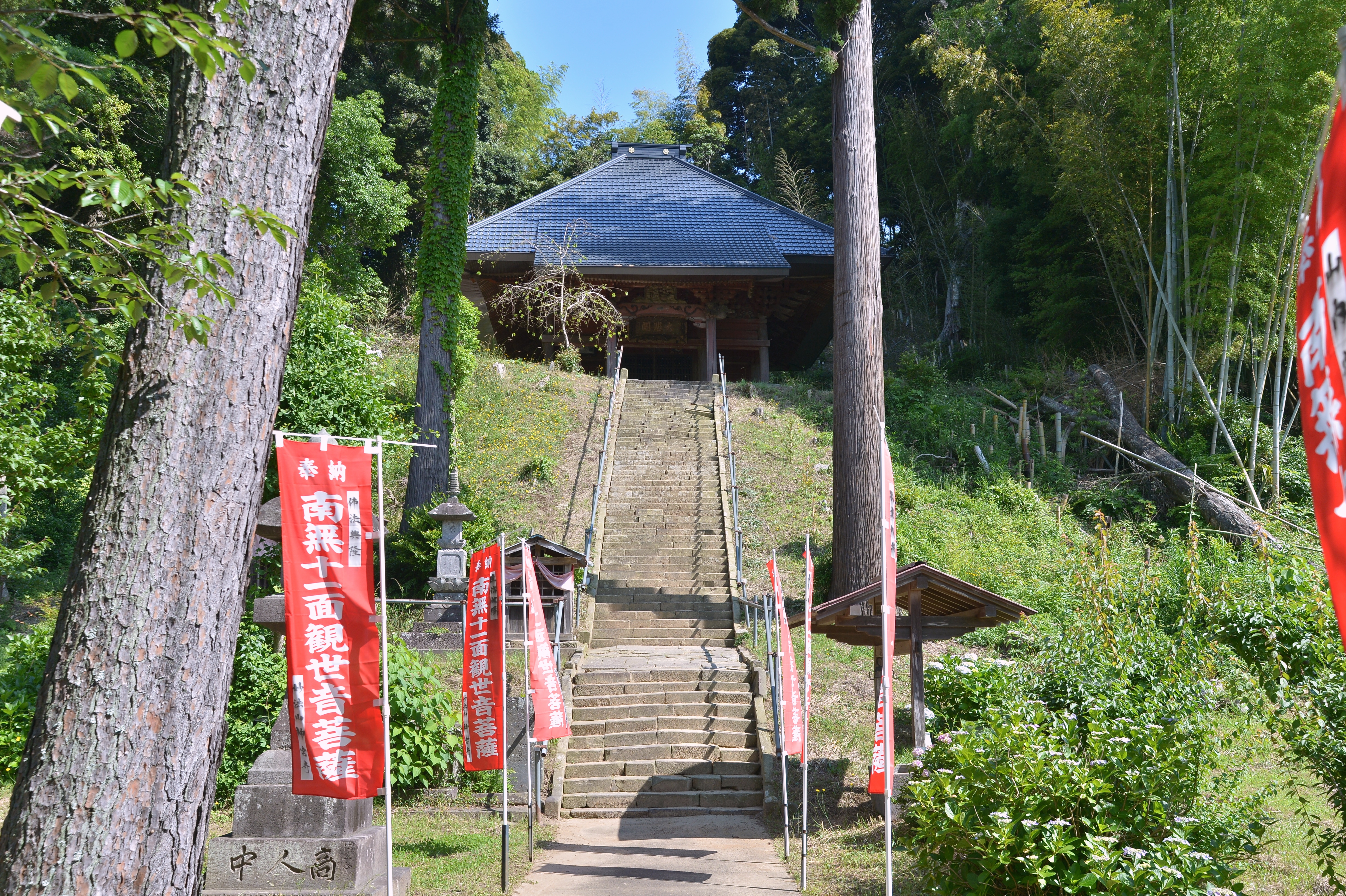
神宮寺 (千葉縣神崎町)的參道與觀音堂

神崎町自古時便有人類居住，境內屬於繩紋時代初期的西之城貝塚為全日本最古老的貝塚之一，並出土過井草式土器、稻荷台式土器等文物及竪穴式住居的遺跡。位於大字新地區的舟塚原古墳為前方後圓墳，並出土過圓筒埴輪、形象埴輪、須惠器和土師器等文物。而現今町內的大字武田地區則被認為是平安時代的類書「和名類聚抄」中記載的香取郡健田鄉遺留下來的地名。

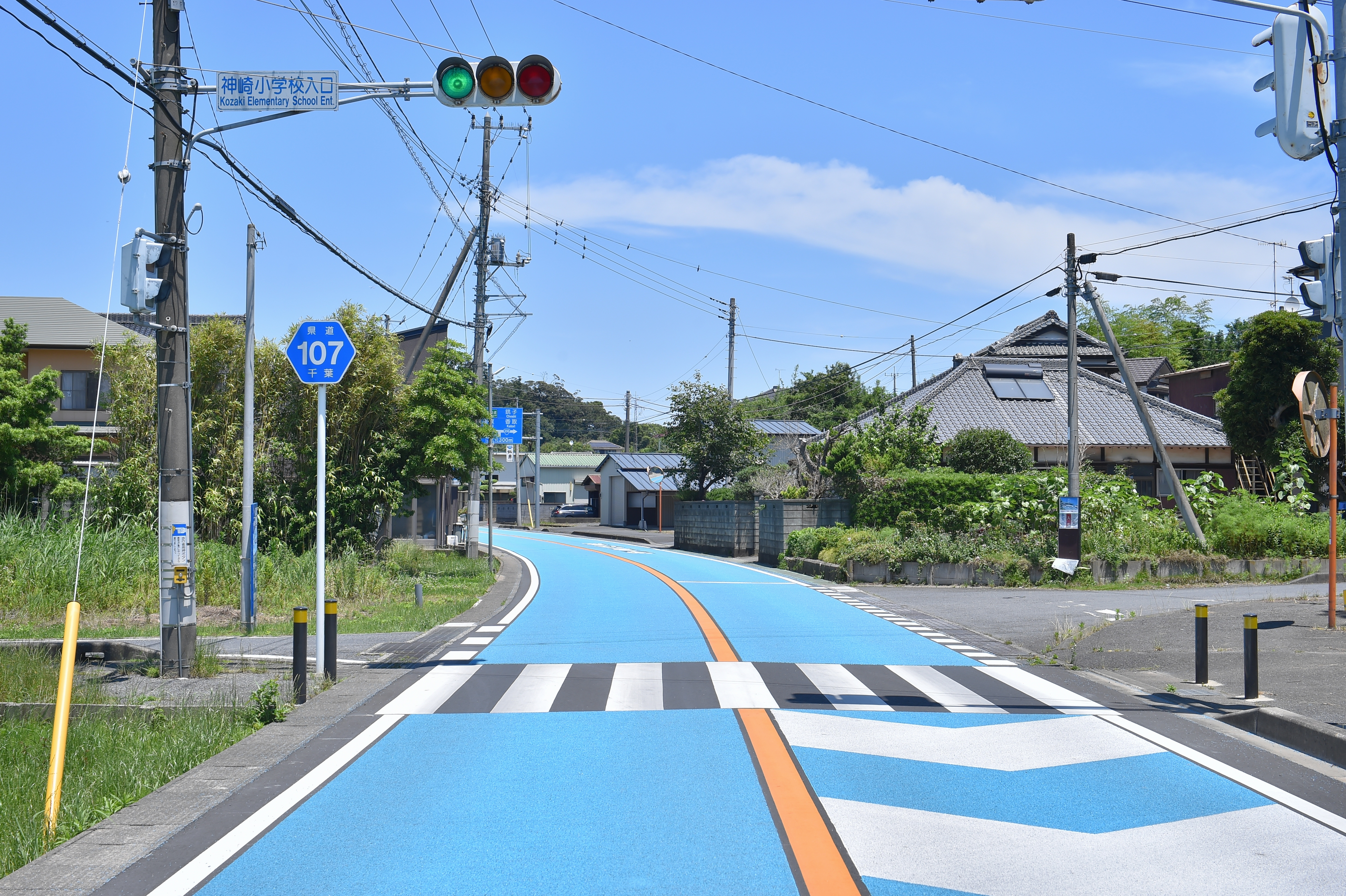
神崎町的街景

江戶時代，幕府對利根川進行河流改道工程，使利根川的河運興起，而當地也作為其河運的港口而開始發展。昭和30年（1955年），神崎町與米澤村合併成現今的神崎町。2011年3月11日的日本東北地方太平洋近海地震在神崎町引發震度5強的地震，並造成當地共5戶住宅全毀、92戶住宅大規模半毀或是半毀，以及土壤液化等災情。

### 變遷表
| 神崎町町域變遷表 | 神崎町町域變遷表 | 神崎町町域變遷表    | 神崎町町域變遷表 | 神崎町町域變遷表                                 | 神崎町町域變遷表                           | 神崎町町域變遷表   | 神崎町町域變遷表       | 神崎町町域變遷表 | 神崎町町域變遷表 |
| 1868年 以前      | 1868年 以前      | 明治元年 - 明治22年 | 明治22年 4月1日  | 明治22年 - 昭和19年                              | 昭和20年 - 昭和64年                        | 平成元年 - 現在    | 平成元年 - 現在        | 現在             |                  |
| ---------------- | ---------------- | ------------------- | ---------------- | ------------------------------------------------ | ------------------------------------------ | ------------------ | ---------------------- | ---------------- | ---------------- |
|                  | 神崎本宿         | 神崎本宿            | 神崎村           | 明治23年3月12日 町制                             | 昭和30年2月11日 神崎米澤町 即日改稱 神崎町 | 神崎町             | 神崎町                 | 千葉縣 神崎町    |                  |
|                  | 神崎神宿         |                     | 神崎村           | 明治23年3月12日 町制                             | 昭和30年2月11日 神崎米澤町 即日改稱 神崎町 | 神崎町             | 神崎町                 | 千葉縣 神崎町    |                  |
|                  | 松崎新田         |                     | 神崎村           | 明治23年3月12日 町制                             | 昭和30年2月11日 神崎米澤町 即日改稱 神崎町 | 神崎町             | 神崎町                 | 千葉縣 神崎町    |                  |
|                  | 小松村           |                     | 神崎村           | 明治23年3月12日 町制                             | 昭和30年2月11日 神崎米澤町 即日改稱 神崎町 | 神崎町             | 神崎町                 | 千葉縣 神崎町    |                  |
|                  | 並木村           |                     | 神崎村           | 明治23年3月12日 町制                             | 昭和30年2月11日 神崎米澤町 即日改稱 神崎町 | 神崎町             | 神崎町                 | 千葉縣 神崎町    |                  |
|                  | 今村             |                     | 神崎村           | 明治23年3月12日 町制                             | 昭和30年2月11日 神崎米澤町 即日改稱 神崎町 | 神崎町             | 神崎町                 | 千葉縣 神崎町    |                  |
|                  | 高谷村           |                     | 神崎村           | 明治23年3月12日 町制                             | 昭和30年2月11日 神崎米澤町 即日改稱 神崎町 | 神崎町             | 神崎町                 | 千葉縣 神崎町    |                  |
|                  | 郡村             | 郡村                | 米澤村           | 米澤村                                           | 昭和30年2月11日 神崎米澤町 即日改稱 神崎町 | 神崎町             | 神崎町                 | 千葉縣 神崎町    |                  |
|                  | 大貫村           |                     | 米澤村           | 米澤村                                           | 昭和30年2月11日 神崎米澤町 即日改稱 神崎町 | 神崎町             | 神崎町                 | 千葉縣 神崎町    |                  |
|                  | 立野村           |                     | 米澤村           | 米澤村                                           | 昭和30年2月11日 神崎米澤町 即日改稱 神崎町 | 神崎町             | 神崎町                 | 千葉縣 神崎町    |                  |
|                  | 武田村           |                     | 米澤村           | 米澤村                                           | 昭和30年2月11日 神崎米澤町 即日改稱 神崎町 | 神崎町             | 神崎町                 | 千葉縣 神崎町    |                  |
|                  | 新村             |                     | 米澤村           | 米澤村                                           | 昭和30年2月11日 神崎米澤町 即日改稱 神崎町 | 神崎町             | 神崎町                 | 千葉縣 神崎町    |                  |
|                  | 毛成村           |                     | 米澤村           | 米澤村                                           | 昭和30年2月11日 神崎米澤町 即日改稱 神崎町 | 神崎町             | 神崎町                 | 千葉縣 神崎町    |                  |
|                  | 郡村             |                     | 米澤村           | 米澤村                                           | 昭和30年2月11日 神崎米澤町 即日改稱 神崎町 | 神崎町             | 神崎町                 | 千葉縣 神崎町    |                  |
|                  | 古山村           | 明治18年 古原村     | 米澤村           | 米澤村                                           | 昭和30年2月11日 神崎米澤町 即日改稱 神崎町 | 神崎町             | 神崎町                 | 千葉縣 神崎町    |                  |
|                  | 原宿村           | 明治18年 古原村     | 米澤村           | 米澤村                                           | 昭和30年2月11日 神崎米澤町 即日改稱 神崎町 | 神崎町             | 神崎町                 | 千葉縣 神崎町    |                  |
|                  | 植房村           |                     | 米澤村           | 米澤村                                           | 昭和30年2月11日 神崎米澤町 即日改稱 神崎町 | 神崎町             | 神崎町                 | 千葉縣 神崎町    |                  |
|                  | 神崎神宿一部分   | 神崎神宿一部分      | 神崎村 一部分    | 明治23年3月12日 町制 明治32年4月1日 編入十余島村 | 昭和41年 編入神崎町                        | 神崎町             | 神崎町                 | 千葉縣 神崎町    |                  |
|                  | 神崎本宿一部分   |                     | 神崎村 一部分    | 明治23年3月12日 町制 明治32年4月1日 編入十余島村 | 昭和41年 編入神崎町                        | 神崎町             | 神崎町                 | 千葉縣 神崎町    |                  |
|                  | 小松村一部分     |                     | 神崎村 一部分    | 明治23年3月12日 町制 明治32年4月1日 編入十余島村 | 昭和41年 編入神崎町                        | 神崎町             | 神崎町                 | 千葉縣 神崎町    |                  |
|                  | 神崎神宿一部分   | 神崎神宿一部分      | 神崎村 一部分    | 明治23年3月12日 町制 明治32年4月1日 編入十余島村 | 昭和30年1月5日 東村                        | 平成8年9月1日 町制 | 平成17年3月22日 稻敷市 | 茨城縣 稻敷市    |                  |
|                  | 神崎本宿一部分   |                     | 神崎村 一部分    | 明治23年3月12日 町制 明治32年4月1日 編入十余島村 | 昭和30年1月5日 東村                        | 平成8年9月1日 町制 | 平成17年3月22日 稻敷市 | 茨城縣 稻敷市    |                  |
|                  | 今村一部分       |                     | 神崎村 一部分    | 明治23年3月12日 町制 明治32年4月1日 編入十余島村 | 昭和30年1月5日 東村                        | 平成8年9月1日 町制 | 平成17年3月22日 稻敷市 | 茨城縣 稻敷市    |                  |

## 行政
現任町長椿等於2023年6月在選舉中以自動當選的方式成功連任，其任期將持續至2027年6月。

## 人口
神崎町的總人口數自1994年開始呈現增長的趨勢，當時移居至此的居民多半遷往町內的四季之丘地區。當地的人口數在1999年達到最高峰6831人，之後便開始減少；雖然2006年有短暫增加，但之後仍急遽減少。根據2022年的統計，當地的高齡人口占比為36.3%，遠高於同時期千葉縣及日本全國的平均值。而當地也是截至2025年2月千葉縣人口數最少的市町村級行政區。
| 神崎町人口分布圖 |                                               |  |
| 神崎町與日本全國年齡別人口分布比較圖 （2005年資料） | 神崎町的年齡、男女別人口分布圖 （2005年資料） |  |
| ■紫色是神崎町 ■綠色是全国 | ■藍色是男性 ■紅色是女性                       |  |
| 神崎町人口變化 \| 1970年 \| 5,381人 \| \| \| 1975年 \| 5,570人 \| \| \| 1980年 \| 5,645人 \| \| \| 1985年 \| 5,639人 \| \| \| 1990年 \| 5,620人 \| \| \| 1995年 \| 6,156人 \| \| \| 2000年 \| 6,747人 \| \| \| 2005年 \| 6,705人 \| \| \| 2010年 \| 6,454人 \| \| \| 2015年 \| 6,133人 \| \| \| 2020年 \| 5,816人 \| \| |                                               |  |
| 資料來源：日本總務省統計中心提供之人口普查數據 |                                               |  |
| 1970年 | 5,381人                                       |  |
| 1975年 | 5,570人                                       |  |
| 1980年 | 5,645人                                       |  |
| 1985年 | 5,639人                                       |  |
| 1990年 | 5,620人                                       |  |
| 1995年 | 6,156人                                       |  |
| 2000年 | 6,747人                                       |  |
| 2005年 | 6,705人                                       |  |
| 2010年 | 6,454人                                       |  |
| 2015年 | 6,133人                                       |  |
| 2020年 | 5,816人                                       |  |

## 經濟

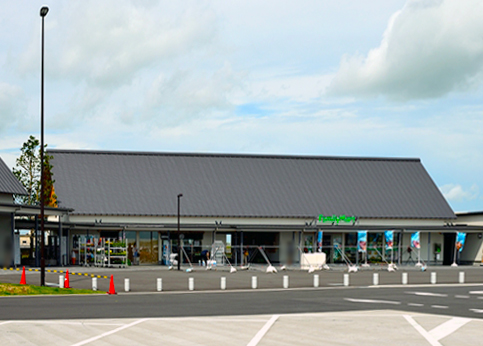
道之驛發酵之里神崎

神崎町內的就業人口多從事第三級產業。當地的農業以生產稻米、小麥、大豆、草莓和馬鈴薯等農產品為主。此外神崎町利用稻米及大豆等原料製成發酵食品，例如味噌和酒等，並且以「發酵之里」而聞名；而當地的農業近年來面臨勞動力不足等問題。

## 教育

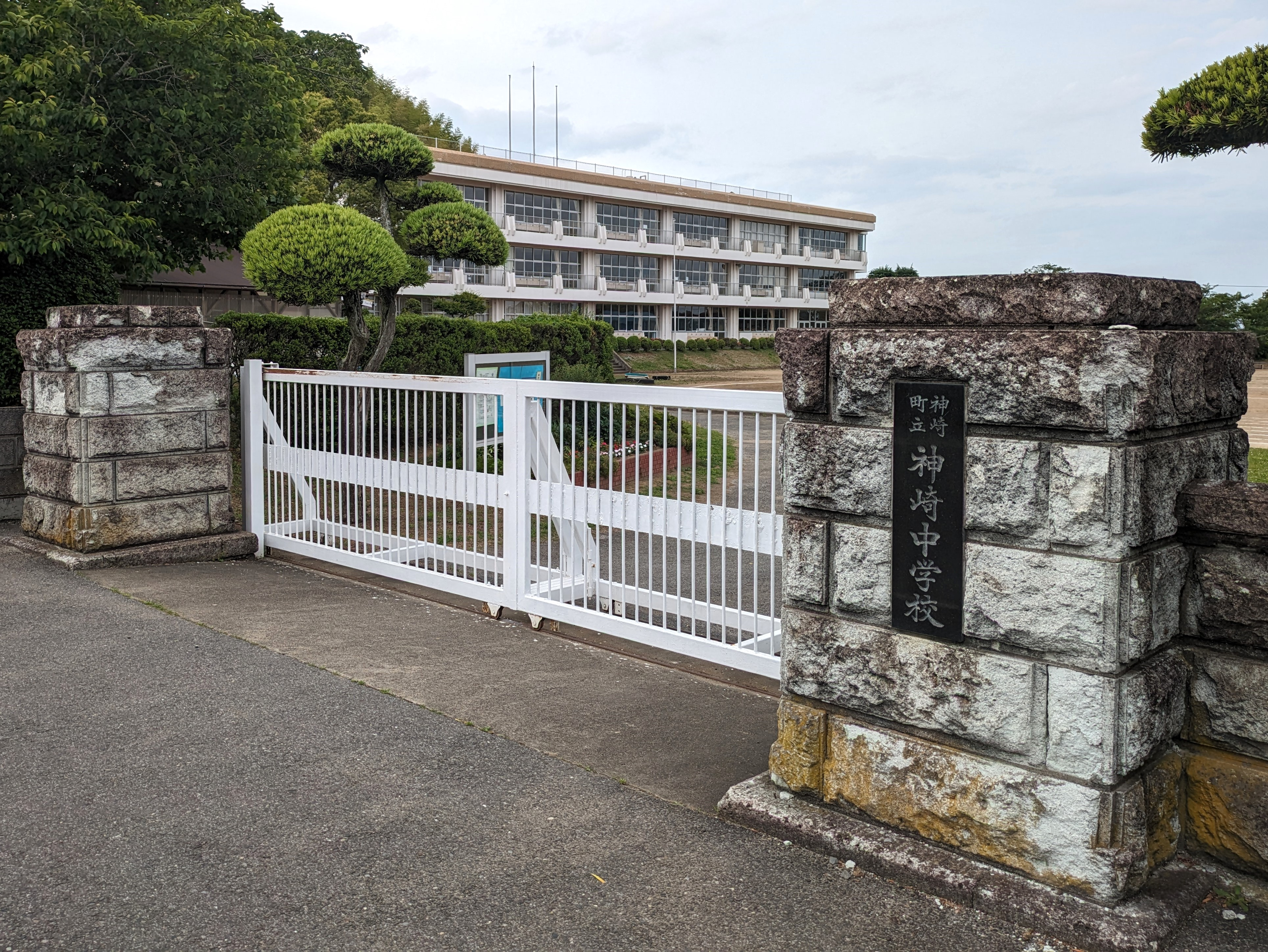
神崎町立神崎中學校

神崎町內共有2所小學校與1所中學校。根據2024年5月的統計，町內共有207名小學生與104名中學生。

## 交通

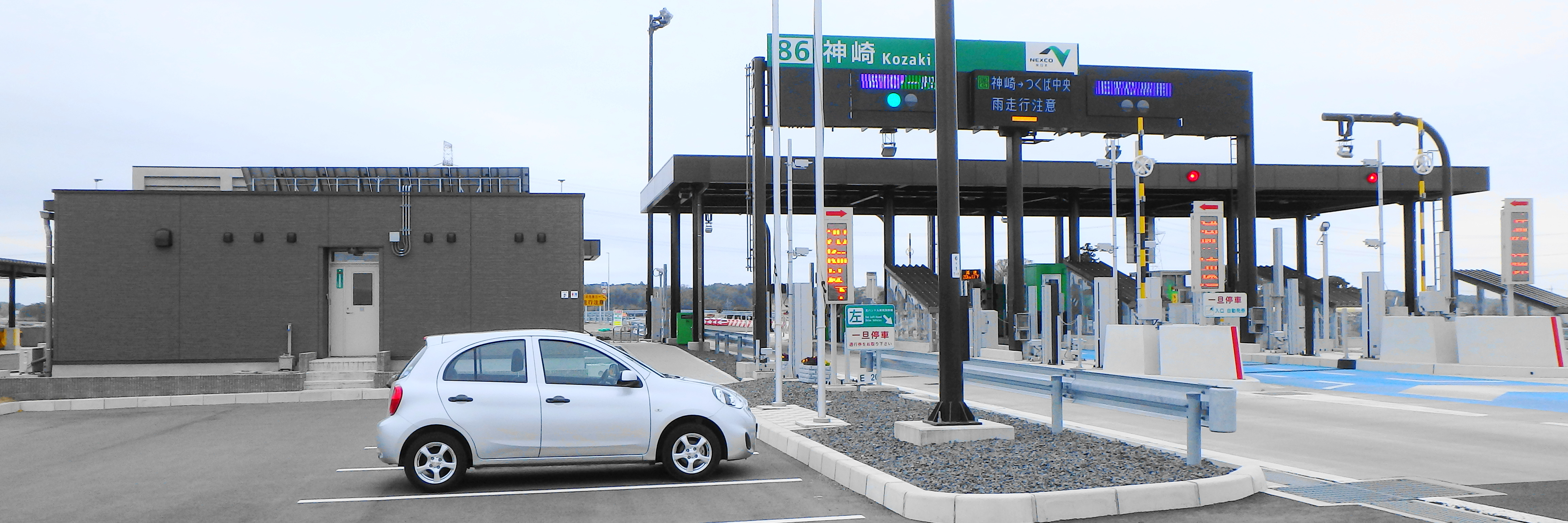
神崎IC
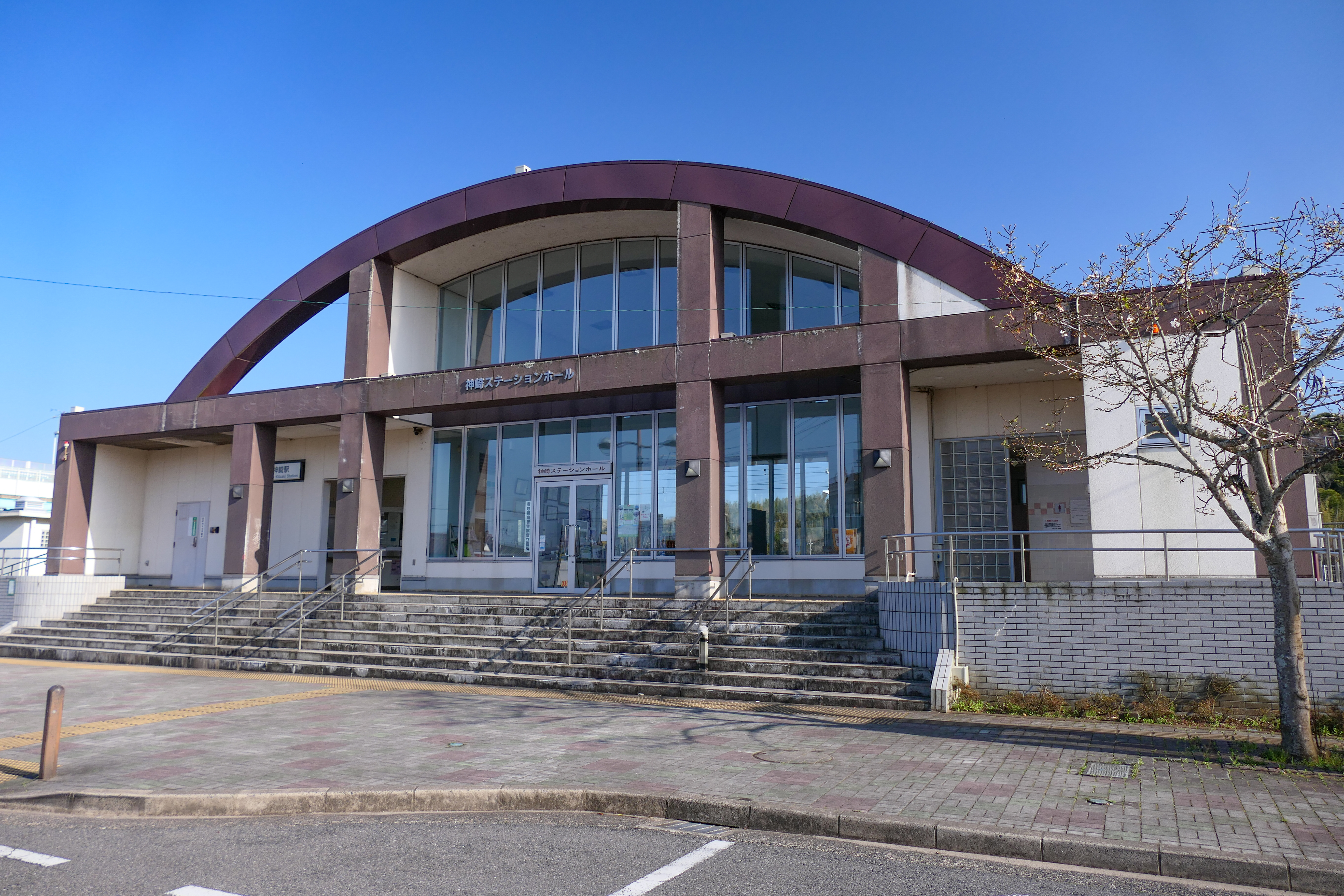
下總神崎站

國道356號及其繞行道路穿越神崎町的北部地區。首都圈中央聯絡自動車道則行經轄區東部的邊界地帶，並設置神崎IC。鐵路方面，JR東日本的成田線通過轄區的中央地帶，並設置下總神崎站。而神崎町的西南方坐落著位於成田市內的成田國際機場。

## 外部連結
- 神崎町 （页面存档备份，存于）